# Gare d’Alès
Gare d'Alès – stacja kolejowa w Alès, w departamencie Gard, w regionie Oksytania, we Francji.
Została otwarta w 1840 przez Compagnie des Mines de la Grand’Combe et des chemins de fer du Gard. Jest stacją Société nationale des chemins de fer français (SNCF), obsługiwaną przez pociągi Intercités i TER Languedoc-Roussillon.